# Мавзолей Кара-Сопы
Мавзолей (кумбез) Кара-Сопы (каз. Қарасопы Күмбезі) — памятник архитектуры XVIII-XIX веков, расположенный в 5 км от Жанакоргана в Кызылординской области Казахстана. Архитектор сооружения неизвестен.
Прямоугольный план здания, состоящий из основного помещения (кабырхана) и выступа (айвана) входной части, имеет размеры 12,34×8,70 м. Основной объём сооружения, представляющий собой параллелепипед, опоясан несложным карнизом, составленным из кирпичных кронштейнов. Квадратное помещение размером 6,5×6,5 м перекрыто полусферическим куполом, покоящимся на восьмигранном барабане. Размеры в плане 14×9 м, высота 9 м, наверху 8 полумесяцев. Дверь обращена в сторону кубылы, перед ней могила Карасопы. Мавзолей Карасопы построен в стиле исламской архитектуры. Здесь погребены исторические личности Корасан ата, Кылышты ата, Айкожа и др. Мавзолей Карасопы не исследован. По народным преданиям, Карасопы усыновил 5-летнего Айкожу, побывал с ним в Мекке и Бухаре. Позднее сын Айкожы Атакожа построил Мавзолей Карасопы (кон. 18 в.).
В 1982 году мавзолей Кара-Сопы был включен в список памятников истории и культуры республиканского значения и находятся под охраной государства.